# Raketový člun typu 037IG
Raketové čluny typu 037IG (jinak též třída Houxin) jsou pobřežní raketové čluny Námořnictva Čínské lidové osvobozenecké armády. Čluny byly vyvinuty s využitím trupu a pohonného systému stíhačů ponorek typu 037IS (třída Haiqing), jejichž historie sahá až do 60. let 20. století. Jediným zahraničním uživatelem třídytěchto člunů je Myanmar.

## Stavba
Stavba člunů začala roku 1991 v loděnicí Jiangnan v Šanghaji. Nejčastěji se uvádí, že bylo postaveno 24 člunů této třídy. Dle serveru Global Security bylo 24 člunů postaveno do roku 2004, ale výroba pokračovala i poté.

## Konstrukce
Čluny byly vyzbrojeny dvěma 37mm dvoukanóny typu 76, dvěma zdvojenými 14,5mm kulomety typu 61 a čtyřmi protilodními střelami C-801. Pohonný systém tvoří čtyři diesely o celkovém výkonu 13 200 hp, pohánějící čtyři lodní šrouby. Nejvyšší rychlost dosahuje 32 uzlů. Dosah je 2000 námořních mil při rychlosti 14 uzlů.

## Uživatelé
Čína
- Námořnictvo Čínské lidové osvobozenecké armády získalo okolo 20 člunů této třídy.[1]

 Myanmar (Barma)
- Myanmarské námořnictvo do služby v polovině 90. let zařadilo šest člunů této třídy,[4] označených Maga (471), Saittra (472), Duwa (473) a Zeyda (474), (475) a (476).[1]